# 電気通信委員会
電気通信委員会（NTC、英語: National Telecommunications Commission、フィリピン語: Pambansang Komisyon sa Telekomunikasyon、フィリピンにおいて公式には国家電気通信委員会と称される）は、フィリピンにおける電気通信の規制機関である。
同委員会は情報通信技術省の附属機関であり、国内全域のすべての電気通信サービスならびにラジオ・テレビ放送網に対する監督、裁定および管理を担っている。

## 歴史
電気通信委員会（NTC）は、1979年7月23日に公布された大統領令第546号に基づき設立され、同令により廃止された通信委員会および電気通信規制局から規制権限および準司法機能を引き継いだ。
NTCは、国内におけるすべての電気通信サービスおよびテレビ放送網に対する監督、裁定、管理権限を専有する唯一の機関である。この責務を効果的に遂行するため、各種電気通信施設およびサービスの設立、運営、維持に関する指針、規則、規制を策定・推進している。
規制および準司法機能に関しては独立しているものの、NTCは情報通信技術省の附属機関として同省の行政監督下に置かれている。ただし、準司法機能に関しては、NTCの決定はフィリピン最高裁判所にのみ直接上訴することができる。

### 年表
- 1927年：法律第3396号（船舶無線局法）が制定される。最初の無線規制機関である無線建設保守課が同法の施行を担当。
- 1931年：法律第3846号（無線管理法）が制定される。郵便局内に商工通信大臣の管轄下で無線管理課が設置される。
- 1939年：無線管理課は、大統領令第230号に基づき設置された国防省に移管される。
- 1947年：無線管理課は、大統領令第230号に基づき設置された商工省に再び移管される。
- 1951年：共和国法第1476号が制定され、無線管理委員会が廃止される。
- 1962年：省令第51号により、無線管理課の名称が無線管理局に変更される。
- 1972年：統合再編法に基づき通信委員会（BOC）が設立される。これは、電気通信サービスに関する案件を裁定する権限を持つ最初の準司法機関であった。
- 1974年：無線管理局の名称が電気通信規制局（TCB）に変更される。
- 1979年：大統領令第546号に基づき、TCBとBOCが統合され、現在の電気通信委員会が設立される。同令により設置された運輸通信省がNTCの行政管轄権を持つ。
- 1987年：コラソン・アキノ大統領が大統領令第125-A号を発し、NTCを運輸通信省（DOTC）の附属機関とする。
- 2004年：グロリア・マカパガル・アロヨ大統領が大統領令第269号を発し、情報通信技術委員会（CICT）を設立し、NTCをDOTCからCICTに移管。
- 2005年：アロヨ大統領が大統領令第454号を発し、NTCを再びDOTCに移管。
- 2008年：アロヨ大統領が大統領令第648号を発し、NTCを再びCICTに移管。
- 2011年：ベニグノ・アキノ3世大統領が大統領令第47号を発し、NTCを大統領府の「その他の執行機関」（OEO）の一部として維持。
- 2016年：アキノ大統領が共和国法第10844号に署名し、情報通信技術省（DICT）を設立、NTCを新設省の附属機関とする。
- 2020年：NTCがABS-CBN放送全体（スポーツ・アンド・アクション、ムービー・セントラル、DZMMを含む）を恒久的に閉鎖する停止命令を発出。議会の放送免許は5月4日に更新されず失効した。

## 効果
フィリピン国家電気通信委員会（NTC）は、1995年の共和国法第7925号（電気通信業界の規制緩和および民営化を規定）成立以降、「不干渉」方針を維持しているとされる。この「不干渉」方針が、フィリピンがアジアで最もインターネット速度の遅い国の一つとなった要因であると指摘されている。NTC自身も、同法が「今日、政府がインターネットサービスを規制することが困難である理由」であると述べている。

## 長官
NTCは大統領が任命する長官によって率いられる。

### 歴代長官一覧
| 氏名                                        | 就任日         | 退任日         |
| ------------------------------------------- | -------------- | -------------- |
| ウィリアム・H・トーレス                     | 2001年2月20日  | 2002年2月19日  |
| エルナルド・S・デメテリオ                   | 2002年2月20日  | 2005年2月19日  |
| ロナルド・A・ソリス                         | 2005年2月20日  | 2009年2月19日  |
| リチャード・B・ケイ                         | 2009年2月20日  | 2012年2月19日  |
| ガマリエル・A・コルテス                     | 2012年2月20日  | 2015年2月19日  |
| エルナルド・S・デメテリオ（再任）           | 2015年2月20日  | 2016年5月30日  |
| ガマリエル・A・コルテス（代行）             | 2016年5月31日  | 2016年8月4日   |
| エリーゼオ・M・リオ・ジュニア               | 2016年8月5日   | 2019年2月6日   |
| ゲイリー・B・アレハンドロ（代行）           | 2019年2月7日   | 2019年2月18日  |
| ガマリエル・A・コルテス（再任）             | 2019年2月19日  | 2022年7月19日  |
| エリーゼオ・M・リオ・ジュニア（再任・代行） | 2022年7月20日  | 2022年12月19日 |
| エドゥアルド・M・カブロル（代行）           | 2022年12月20日 | 現職           |
| 副コミッショナー                            | 就任日         | 備考           |
| アルビン・バーナード・N・ブランコ           | 不明           | 現職           |